# فرانچسکو بایانو
فرانچسکو بایانو (به ایتالیایی: Francesco Baiano) بازیکن فوتبال و مهاجم اهل ایتالیا است که از سال ۱۹۹۱ میلادی عضو تیم ملی فوتبال ایتالیا بوده و در ۲ بازی ملی حضور داشته‌است. او در بازی‌های ملی‌اش گلی به ثمر نرساند.
فرانچسکو بایانو آخرین بازی ملی خود را در سال ۱۹۹۱ میلادی انجام داد.